# 匝蘭達拉
匝蘭達拉(梵文：Jalandhara，意指手握鳥巢的人)，印度大乘密宗人士，八十四成就者之一。

## 簡介
他與藏密系統與印度納特瑜珈的譜系有直接相關，在金剛乘的系譜中，他是八十四成就者之一。而在其他故事中，他被認為是濕婆神的弟子，或者是濕婆神本身。
在金剛乘的系統，匝蘭達拉是托塔地區的一位婆羅門人，因為對世間名利感到厭離，於是獨坐墓園樹下，遙望熙攘人群，升起強烈出離心，從而體會自性大樂。而後空行母授予他喜金剛灌頂，如是禪修七年，證得大手印， 利益無量眾生後，與三百同伴進入空行淨土。
在納特瑜珈系統中，他則是出生於低種性的家庭，他的上師是堪巴拉。一日聽見上天的聲音，指示他前往烏地壓納禪修方可達到圓滿境地，並在該處受到國王印札菩提、公主拉倩噶拉以及阿闍黎卡卡巴達(Kackapāda)教授密續，經過十天禪定，開啟了通往上樂金剛的壇城以及獲得空行母灌頂，證得大手印成就。他後來在匝蘭達拉一個水石之間出火處廣行利生，也因此他被稱為匝蘭達拉尊者。